# Elektronika samochodowa

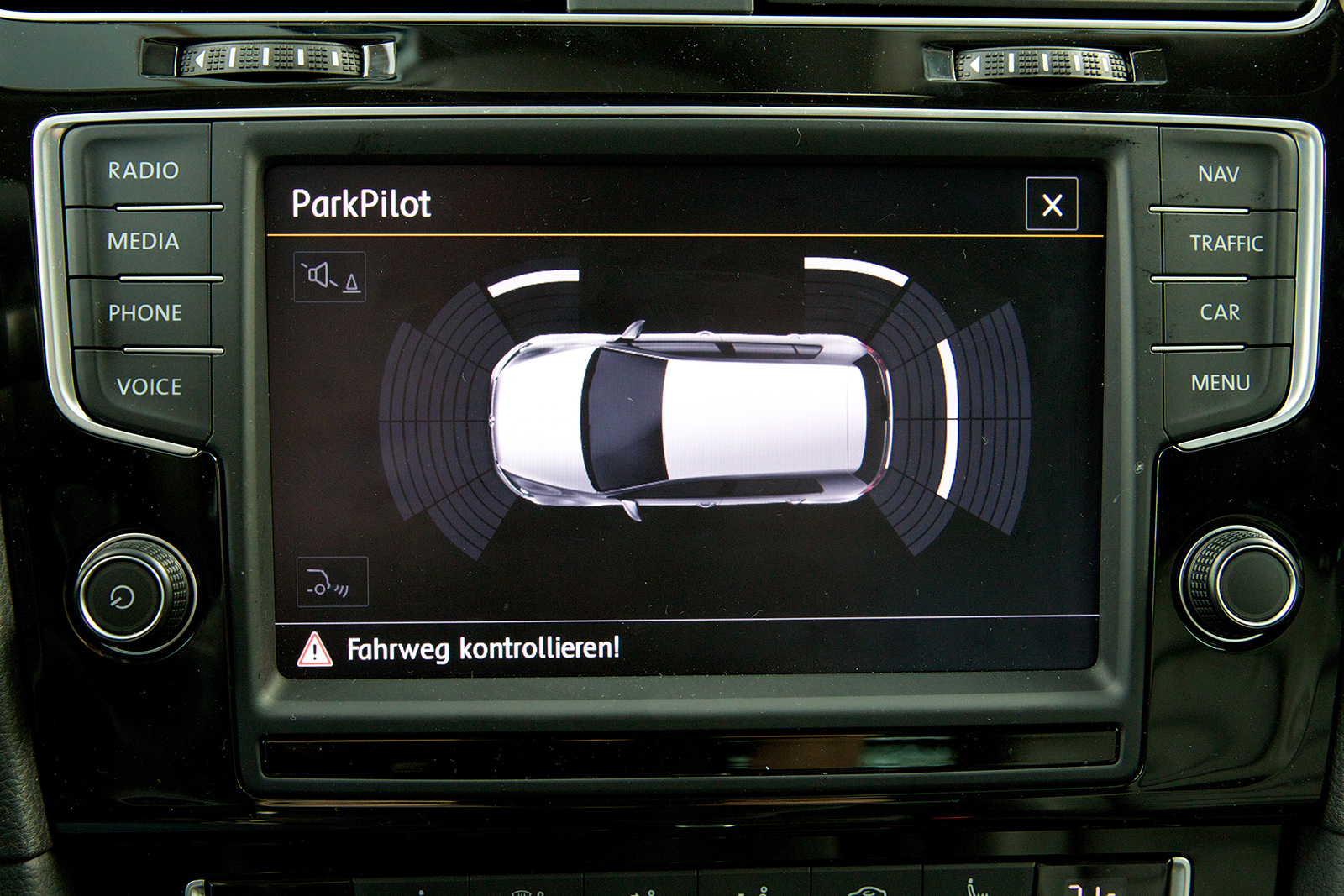
Elektronika samochodowa

Elektronika samochodowa – dział elektroniki użytkowej z zastosowaniem w motoryzacji.
Podstawowy podział elektroniki samochodowej:
- sterująca pracą silnika oraz mechanizmu przenoszenia napędu,
- dbająca o prawidłowe działanie systemów takich jak m.in. ABS, ESP, poduszki powietrzne,
- typowo użyteczna, kontrolująca wszelkiego typu urządzenia poprawiające komfort jazdy.